# Linden-Grundschule Velten
Die Linden-Grundschule ist eine Grundschule in Velten. Das Schulgebäude an der Viktoria- und Rathausstraße ist vor über 100 Jahren seiner Bestimmung übergeben worden.

## Geschichte
Da das 1877 auf dem Anger errichtete Schulgebäude zu klein war, wurde im Oktober des Jahres 1885 das Schulgebäude an der Viktoriastraße eingeweiht. Auf Grund des schnell wachsenden Industriestandortes war auch dieses bald zu klein und so wurde 1894 das zweite Schulgebäude gebaut. Am 1. Oktober des Jahres  zogen etwa 460 Mädchen, die in acht Klassen unterrichtet wurden, in die von Kantor Deter geleitete Mädchenschule ein. Das ältere Gebäude beherbergte fortan die Knaben. Die Schülerzahlen stiegen in den darauffolgenden Jahren rapide an. So gingen im Jahre 1896 bereits 582 Mädchen in diese Schule an der Rathausstraße, die in zehn Klassen unterrichtet wurden. Leicht ablesbar ist da die Klassenfrequenz, die den Aufzeichnungen zufolge zwischen  41 und 65 Schülern lag. Gegenüber dem Schulgebäude der Knabenschule ließ der Lehrer Otto Ziethen 1895 die Villa in der Schulstraße 3 erbauen. 
Im Jahre 1903  wurde die Rektorenstelle durch Richard Habermann besetzt, 1904 leitete Gustav Gericke als dienstältester Lehrer die Schule und 1905 übernahm Rektor Haselberger die Leitung. In den folgenden Jahren beherbergte das Schulgebäude neben den Schulklassen die Volksbücherei und die Fortbildungsschule der Gemeinde. Zu dieser Zeit entstand im Dachgeschoss mit Unterstützung des Gemeindevorstehers Hermann Aurel Zieger, des Kantors Gustav Gericke und der örtlichen Keramikindustrie das Ortsmuseum für die Kachelofen-Tonwarenindustrie. Gustav Gericke, der erste Leiter des Museums, konnte in zwölf Räumen Kacheln, Musterbücher, Ofenschmuck, Ofenmodelle, Zeitschriften und Fachliteratur ausstellen.
Im Jahre 1916 wurde das Schulhaus zur Kaserne und im Gebäude der Knabenschule an der Viktoriastraße wurden nun 28 Klassen der Knaben- und Mädchenschule beschult. Es wurde durchgängig von 8.00–16.00 Uhr unterrichtet, was dem Lehrpersonal Höchstes abverlangte. 
Im Jahre 1918 konnte das Schulhaus wieder genutzt werden. Es wurde ein Wechsel vollzogen, da der damalige Rektor der Mädchenschule die Leitung der Knabenschule übernehmen musste. Die Kinder  zogen  um und nun beherbergte das ältere Gebäude die Mädchenschule, die unter Leitung von Rektor Haselberger stand. Ihm verdankt die Schule auch einen Großteil der handgeschriebenen Chronik. Im Jahre 1927 wurden Knaben- und Mädchenschule dem Rektor Zurker unterstellt und gemeinsam als Volksschule weitergeführt. 
Im Jahre 1957, nach Gründung der DDR, wurde die Schule zur zehnklassigen  Polytechnischen Oberschule (POS) umorganisiert. Am 14. April 1976 wurde sie nach Richard Ungermann benannt, einem kommunistischen Stahlarbeiter, der am 16. Mai 1933 im KZ Meissnershof ermordet worden war.
Nach der Wiedervereinigung trennte man die Gebäude der Schule wieder. Das Gebäude an der Viktoriastraße wurde zur Gesamtschule und das Gebäude an der Rathausstraße zur Grundschule erklärt. Aus Platzgründen konnten ab dem  Schuljahr 1991/92 im Gebäude an der Rathausstraße nur die Klassen 4–6 beschult werden. Die Klassen 1–3 wurden auf dem Gelände der Oberschule an der neuen Poststraße unterrichtet. Mit Beginn des Schuljahres 1998/99 konnte die Grundschule beide Schulgebäude beziehen und somit ist die Trennung der Grundschule aufgehoben. 
Am 4. November 1998 wurde die Schule in Linden–Grundschule Velten umbenannt.
Am 9. September 2017 wurde das Veltener Kommunikationszentrum eröffnet. Es vereint unter einem Dach einen modernen Schulneubau, die Stadtbibliothek und einen großen Veranstaltungsraum für fast 200 Personen.